# Olympische Sommerspiele 1988/Teilnehmer (Neuseeland)
| Gelbes Symbol für Goldmedaillen mit stilisierten Olympischen Ringen | Graues Symbol für Silbermedaillen mit stilisierten Olympischen Ringen | Braundes Symbol für Bronzemedaillen mit stilisierten Olympischen Ringen |
| ------------------------------------------------------------------- | --------------------------------------------------------------------- | ----------------------------------------------------------------------- |
| 3                                                                   | 2                                                                     | 8                                                                       |

Neuseeland nahm an den Olympischen Sommerspielen 1988 in der südkoreanischen Hauptstadt Seoul mit 88 Sportlern sowie 61 Offiziellen teil.
Flaggenträger war Ian Ferguson.

## Medaillengewinner
Die Athleten gewannen 13 Medaillen, darunter drei Goldmedaillen. Dies waren noch einmal zwei Medaillen mehr als bei den Sommerspielen vier Jahre zuvor. Trotzdem reichte es im Medaillenspiegel nur zum 18. Platz.

### Gold
- Ian Ferguson & Paul MacDonald – Kajak, 500 Meter Zweier
- Mark Todd – Reiten, Vielseitigkeit, Einzelwertung
- Bruce Kendall – Segeln, Windglider

### Silber
- Ian Ferguson & Paul MacDonald – Kajak, 1000 Meter Zweier
- Rex Sellers & Chris Timms – Segeln, Tornado Mannschaft

### Bronze
- Paul MacDonald – Kanu, Einer-Kayak, 500 Meter
- Andrew Bennie, Margaret Knighton, Tinks Pottinger & Mark Todd – Reiten, Vielseitigkeitswettbewerb, Mannschaft
- Eric Verdonk – Rudern, Einer
- Andrew Bird, Greg Johnston, George Keys, Chris White & Ian Wright – Rudern, Vierer mit Steuermann
- Lynley Hannen & Nicola Payne – Rudern, Zweier ohne Steuerfrau
- Paul Kingsman – Schwimmen, 200 Meter Rücken
- Anthony Mosse – Schwimmen, 200 Meter Schmetterling
- John Cutler – Segeln, Finn

## Teilnehmer nach Sportarten

### Bogenschießen
Frauen
- Ann Shurrock
36. Platz

### Fechten
- Martin Brill
Degen: 7. Platz

### Gewichtheben
- Kevin Blake
1. Schwergewicht: DNF

### Judo
Männer
- Brent Cooper
Halbleichtgewicht: 5. Platz

- Bill Vincent
Mittelgewicht: 13. Platz

### Kanu
- Ian Ferguson
Zweier-Kajak, 500 Meter:  Gold
Zweier-Kajak, 1000 Meter:  Silber

- Paul MacDonald
Einer-Kajak, 500 Meter:  Bronze
Zweier-Kajak, 1000 Meter:  Gold
Zweier-Kajak, 1000 Meter:  Silber

- Alan Thompson
Einer-Kajak, 1000 Meter: 6. Platz

- Grant Bramwell, Brent Clode, John MacDonald & Stephen Richards
Vierer-Kajak, 1000 Meter: Halbfinale

### Leichtathletik
Männer
- John Campbell
Marathon: 12. Platz

- Simon Poelman
Zehnkampf: 16. Platz

Frauen
- Anne Audain
10.000 Meter: 11. Platz

- Christine McMiken
10.000 Meter: Vorläufe

- Lorraine Moller
Marathon: 33. Platz

- Christine Pfitzinger
3000 Meter: Vorläufe

### Radsport
Männer
- Gary Anderson
4000 Meter Einzelverfolgung: 7. Platz

- Brian Fowler
Straßenrennen: 75. Platz

- Tony Graham
1000 Meter Zeitfahren: 7. Platz

- Graeme Miller
Straßenrennen: 8. Platz

- Wayne Morgan
Straßenrennen: DNF

- Gary Anderson, Greg Fraine, Paul Leitch & Gavin Stevens
Mannschaftszeitfahren: 12. Platz

- Craig Connell, Nigel Donnelly, Andrew Whitford & Stuart Williams
4000 Meter Mannschaftsverfolgung: Vorrunde

Frauen
- Madonna Harris
Straßenrennen: DNF

### Reiten
- Maurice Beatson
Springen, Einzel: 48. Platz in der Qualifikation
Springen, Mannschaft: 12. Platz

- Andrew Bennie
Vielseitigkeit, Einzel: 20. Platz
Vielseitigkeit, Mannschaft:  Bronze

- John Cottle
Springen, Einzel: DNF

- Margaret Knighton
Vielseitigkeit, Einzel: DNF
Vielseitigkeit, Mannschaft:  Bronze

- Colin McIntosh
Springen, Mannschaft: 12. Platz

- Tinks Pottinger
Vielseitigkeit, Einzel: 5. Platz
Vielseitigkeit, Mannschaft:  Bronze

- Mark Todd
Springen, Einzel: DNF
Springen, Mannschaft: 12. Platz
Vielseitigkeit, Einzel:  Gold
Vielseitigkeit, Mannschaft:  Bronze

- Harvey Wilson
Springen, Einzel: 55. Platz in der Qualifikation
Springen, Mannschaft: 12. Platz

- Trudy Boyce (Reserve; kein Einsatz)

### Rhythmische Sportgymnastik
- Angela Walker
32. Platz in der Qualifikation

### Ringen
- Brent Hollamby
Freistil, Bantamgewicht: 4. Runde

- Steve Reinsfield
Freistil, Federgewicht: 2. Runde

### Rudern
Männer
- Eric Verdonk
Einer:  Bronze

- Andrew Bird, Greg Johnston & Chris White
Zweier mit Steuermann: im Halbfinale nicht angetreten

- Campbell Clayton-Greene, Geoffrey Cotter, Bill Coventry & Neil Gibson
Vierer ohne Steuermann: 7. Platz

- Andrew Bird, Greg Johnston, George Keys, Chris White & Ian Wright
Vierer mit Steuermann:  Bronze

Frauen
- Lynley Hannen & Nicola Payne
Zweier ohne Steuerfrau:  Bronze

### Schießen
- John Farrell
Skeet: 51. Platz

- Stephen Petterson
Kleinkaliber, liegend: 10. Platz

- John Woolley
Skeet: 33. Platz

- Greg Yelavich
freie Pistole: 19. Platz

### Schwimmen
Männer
- Ross Anderson
100 Meter Freistil: 36. Platz
100 Meter Schmetterling: 25. Platz
200 Meter Schmetterling: 20. Platz

- Anthony Beks
100 Meter Brust: 39. Platz
200 Meter Brust: 42. Platz

- Paul Kingsman
100 Meter Rücken: 19. Platz
200 Meter Rücken:  Bronze

- Richard Lockhart
100 Meter Brust: 46. Platz
200 Meter Brust: 36. Platz

- Anthony Mosse
100 Meter Schmetterling: 10. Platz
200 Meter Schmetterling:  Bronze

- Ross Anderson, Anthony Beks, Paul Kingsman, Anthony Mosse
400 Meter Lagenstaffel: 11. Platz

Frauen
- Sylvia Hume
100 Meter Rücken: 25. Platz
200 Meter Rücken: 21. Platz

- Sharon Musson
100 Meter Rücken: 15. Platz
200 Meter Rücken: 10. Platz

### Segeln
- Bruce Kendall
Windsurfen  Gold

- John Cutler
Finn:  Bronze

- Peter Evans & Simon Mander
Männer, 470er: 6. Platz

- Fiona Galloway & Janet Shearer
Frauen, 470er: 9. Platz

- Murray Jones & Greg Knowles
Flying Dutchman: 5. Platz

- Rex Sellers & Chris Timms
Tornado:  Silber

- Simon Daubney, Tom Dodson & Aran Hansen
Soling: 7. Platz

- Leith Armit, Earl Berry, Leslie Egnot & Brian Jones (Reserve; kein Einsatz)

### Tennis
Männer
- Bruce Derlin
Doppel: 2. Runde

- Kelly Evernden
Einzel: 2. Runde
Doppel: 2. Runde

Frauen
- Belinda Cordwell
Einzel: 1. Runde

### Tischtennis
Männer
- Barry Griffiths
Einzel: 41. Platz
Doppel: 29. Platz

- Peter Jackson
Doppel: 29. Platz